# Dark fantasy
 (janvier 2024).
La dark fantasy, ou fantaisie noire, est un sous-genre de la fantasy qui désigne les œuvres dans lesquelles l'ambiance est très sombre et proche de l'apocalypse. Le bien laisse place au mal et les (anti)héros sont souvent fatigués par les épreuves qu'ils ont subies, d'humeur sombre, voire amoraux. En partant donc d'une mentalité pessimiste, l'auteur nous présente la plupart du temps une œuvre évoluant dans un contexte psychologiquement oppressant pour le lecteur ou les personnages, noir, violent. Cela leur donne une dimension proche de l'horreur sans pour autant en faire partie. Cette dimension de la fantasy s'éloigne du classique manichéisme de l'heroic fantasy, et permet une réflexion sur le bien-fondé des notions de bien et de mal.

## Définition
La dark fantasy est un sous-genre des littératures de l'imaginaire dans lequel les distinctions entre le bien et le mal, thèmes récurrent dans la fantasy générale, s'effacent au profit d'histoires au ton plus réaliste et dur, parfois violent.
Ces dernières laissent généralement une grande part aux manipulations et intrigues politiques, mais elles entament également une réflexion sur les côtés les plus sombres de l'être humain.

## Thèmes et caractéristiques
On peut trouver plusieurs formes de dark fantasy.

### Proche de l'horreur
La dark fantasy est parfois considérée comme une variante de l'horreur mais elle intègre des éléments mythologiques ou épiques. Cependant, la dark fantasy désigne aussi les histoires sur des créatures maléfiques (souvent des vampires) décrits comme potentiellement compatissants et ayant des motivations semblables à celles des humains. Des écrivains tels que Poppy Z. Brite ont eu du succès.
Ainsi, l'anachronisme propre au genre fantasy n'est pas forcément crée par l'invention d'un univers parallèle, il peut reposer sur l'intrusion de revenants, vampires et autres sorciers à longévité hors-norme, dans le monde contemporain.
Damastor, écrit par Dimitri Iatrou, est un roman décrivant l'horreur de La Peste Noire en Angleterre. Il s'agit aussi des thèmes portant sur les anges et les démons.

### Proche de lafantasy
Dans ce contexte, la dark fantasy fait référence à des histoires se concentrant sur des thèmes très sombres, parfois apparentés à ceux de l'horreur, mais qui se déroule dans un univers semblable à celui de l’heroic fantasy et de la high fantasy.
Il y a un long chevauchement entre ce style de fantasy et l'heroic fantasy, dû aux tons lugubres et pessimistes, et des ambiguïtés morales (surtout comparé aux thèmes dualistes de la high fantasy). Le Cycle d'Elric de Michael Moorcock en est un bon exemple.
Le poème épique Beowulf peut être considéré comme le précurseur de ce type de dark fantasy. L'attaque de Grendel sur l'Heorot a établi la formule pour un grand nombre d'histoires horrifiques et représente alors l'« élément horrifique » dans ce type de conte, alors que le personnage de Beowulf et ses nombreux actes (comme son affrontement avec le dragon) représente l'« élément fantasy ».
Le conte horrifique, ou conte noir, est une forme proche de la fantasy mythique, réécriture de légendes ou d'histoires sous une forme horrifique (ex. : Coraline).
La dark fantasy désigne également la grimdark fantasy. Proche de l'heroic fantasy, c'est une fantasy se déroulant dans un univers très proche d'un Moyen Âge brutal et sauvage. Les héros y sont souvent amoraux et leurs actes égoïstes (ex. : La Compagnie Noire ou, plus récemment, Le Trône de fer).
Un autre exemple de fantasy mélangée à l'horreur est la série de romans Ravenloft.

## Genèse et historique
Les précurseurs
- H. P. Lovecraft
- Michael Moorcock

Le créateur
- Clark Ashton Smith

Les années 1980
- Glen Cook
- Clive Barker
- Stephen King
- Kentarō Miura

Les années 1990
- Andrzej Sapkowski
- George R. R. Martin
- Robin Hobb

Les années 2010
- Mark Lawrence

## Œuvres dedark fantasy

### Cycles et romans
- J. R. R. Tolkien - Les Enfants de Húrin
- H. P. Lovecraft - le mythe de Cthulhu
- Andrzej Sapkowski - La saga du Sorceleur (huit volumes entre 1986 et 2024)
- Robin Hobb - L'Assassin royal
- George R. R. Martin - Le Trône de fer
- Clark Ashton Smith - Plusieurs nouvelles se déroulant dans l'univers de Zothique
- Michael Moorcock - Le Cycle d'Elric, Le Chien de guerre et la douleur du monde
- Glen Cook - Cycle de la Compagnie noire (une dizaine de volumes depuis 1984)
- Stephen King - La Tour sombre
- Clive Barker - Abarat (trois volumes, 2002-2011)
- Charlotte Bousquet - cycle L'Archipel des Numinées (Arachnae, Cytheriae et Matricia, 2009-2011)
- Thierry Di Rollo - dyptique Bankgreen (2011-2012)
- Joseph Delaney - L'Épouvanteur (seize volumes entre 2004 et 2023)
- Stephen Aryan - univers L'Âge des ténèbres (neuf volumes depuis 2015)
- Mark Lawrence - trilogie L'Empire brisé (2011-2013)
- Steven Erikson - Le Livre des Martyrs (dix volumes, 1999-2011)
- Jean-Philippe Jaworski - Gagner la guerre (2009)

### Bandes dessinées et mangas
- The Arms Peddler
- L'Attaque des Titans[1]
- Bastard!!
- Berserk[1]
- BLAME!
- Chroniques de la Lune Noire
- Claymore
- Dororo
- Ginga Densetsu Weed
- Red Eyes Sword: Akame ga Kill!
- Sandman
- X
- Übel Blatt
- The Promised Neverland
- Made in Abyss
- Dorohedoro
- Elfen Lied
- Spirale
- Tokyo Babylon
- Tower of God
- Hellsing

### Films et téléfilms
- Evil Dead 3
- Black Death
- Fate/stay night: Heaven's Feel
- Maleficent
- Nightbooks
- The Promised Neverland (film)
- La Cité des enfants perdus de Jean-Pierre Jeunet et Marc Caro
- Gargoyles, le film : Les Anges de la nuit
- Le Labyrinthe de Pan de Guillermo del Toro[2]

### Séries télévisées
- L'Attaque des Titans
- Berserk
- Bomber X (Star Fleet)
- Castlevania
- Game of Thrones[3]
- Goblin Slayer
- The Witcher
- Puella Magi Madoka Magica
- Overlord
- Devilman Crybaby
- Kabaneri of the Iron Fortress

### Jeux vidéo
- American McGee's Alice
- Bloodborne
- Castlevania: Lords of Shadow
- Clive Barker's Undying
- Darkest Dungeon
- Demon's Souls et ses successeurs Dark Souls, Dark Souls II et Dark Souls III
- Elden Ring, dans la même lignée que les Dark Souls
- Devil May Cry
- Diablo et ses suites
- Dragon Age
- Dragon's Dogma
- Drakengard et ses suites Drakengard 2 et Drakengard 3
- Fear & Hunger et sa suite Fear & Hunger 2: Termina
- Ghosts 'n Goblins
- Harvester
- King's Field et ses successeurs King's Field II, King's Field III et King's Field IV
- Legacy of Kain
- Lunacid
- The Legend of Zelda: Majora's Mask
- Nioh
- Mortal Shell
- Of Orcs and Men
- Path of Exile
- Shadow Hearts
- Shadow of the Beast et ses suites Shadow of the Beast II et Shadow of the Beast III
- Tactics Ogre: Let Us Cling Together
- The Witcher et ses suites The Witcher 2: Assassins of Kings et The Witcher 3: Wild Hunt
- Dark Project (série de jeux vidéo)

### Jeux de rôle
- Anima: Beyond Fantasy
- Monde des ténèbres
- Midnight
- Stormbringer
- Warhammer, le jeu de rôle fantastique

Les univers de Donjons et Dragons : Ravenloft, Midnight, Dark Sun, Eberron, et dans une moindre mesure Planescape, appartiennent à ce genre.

## Pour approfondir